# Slza
Slza es una banda de pop checa formada por Petr Lexa (voz y teclados) y Lukáš Bundil (guitarra) a finales de 2014. Consiguieron cosechar gran fama con su sencillo «Lhůta záruční», lanzado el 19 de octubre de ese mismo año, que les permitió la firma con Universal Music Group y lanzar su primer álbum, titulado Katarze, el 25 de octubre de 2015.
Petr Lexa, finalista en la primera edición de The Voice en Checoslovaquia (conocido por aquel entonces como Hlas Česko Slovenska), conoció a Lukáš Bundil a finales de 2014, formando el grupo Slza (traducido al español como "lágrima") tras grabar varias canciones juntos. Su sencillo «Lhůta záruční» les catapultó a la fama, superando las veinte millones de visitas en Youtube y el puesto número uno en las listas checas. Su segundo álbum, Holomráz, salió a la venta el 3 de noviembre de 2017. Tres años más tarde publicaron su tercer álbum, de título 3.

## Discografía

### Álbumes
| Año  | Título   | Clasificación en las listas | Certificaciones                 |
| Año  | Título   | CZE                         | Certificaciones                 |
| ---- | -------- | --------------------------- | ------------------------------- |
| 2015 | Katarze  | 1                           | 3x Platino (+ de 18 000 copias) |
| 2017 | Holomráz | 2                           | 1x Platino                      |
| 2020 | 3        | 49                          |                                 |

### Sencillos
| Año  | Sencillo                                                                     | Álbum     |
| ---- | ---------------------------------------------------------------------------- | --------- |
| 2014 | "Lhůta záruční"                                                              | Katarze   |
| 2015 | "Celibát"                                                                    | Katarze   |
| 2015 | "Katarze"                                                                    | Katarze   |
| 2016 | "Fáze pád"                                                                   | Katarze   |
| 2016 | "Léto lásky" (ft. Summer All Stars – Xindl X, Chinaski, Miro Žbirka & Jelen) | Sin álbum |
| 2016 | "Pouta"                                                                      | Katarze   |
| 2017 | "Ani vody proud"                                                             | Holomráz  |
| 2017 | "Holomráz"                                                                   | Holomráz  |
| 2018 | "Na srdci" (ft. Celeste Buckingham)                                          | Holomráz  |
| 2019 | "Paravany"                                                                   | 3         |
| 2019 | "Hoď tam trsa"                                                               | 3         |
| 2019 | "4 ráno"                                                                     | 3         |
| 2020 | "Žár"                                                                        | 3         |
| 2020 | "Fotky"                                                                      | 3         |
| 2021 | "Bouře"                                                                      | Sin álbum |
| 2021 | "Červánky" (feat. Monika Bagárová)                                           | Sin álbum |
| 2022 | "Padám" (feat. Pam Rabbit)                                                   | Sin álbum |
| 2022 | "Tak mi promiň" (feat. Dominique Alagia)                                     | Sin álbum |
| 2022 | "K Vánocům chci jen tebe"                                                    | Sin álbum |
| 2023 | "Není to tak zlý"                                                            | Sin álbum |